# Ruth Hennessy
Ruth Hennessy (1891) è stata un'attrice statunitense che lavorò per il cinema all'epoca del muto negli anni dieci del Novecento, protagonista di numerosi cortometraggi prodotti in quegli anni dalla Essanay Film Manufacturing Company. Era sposata con il regista E. Mason Hopper che la diresse in alcuni dei suoi film.

## Biografia
Nata in Illinois, svolse la sua carriera cinematografica alla Essanay dove prese parte ad almeno una quarantina di film (tutti cortometraggi, lunghezza normale per le pellicole di quegli anni). In Buster Brown, Tige and Their Creator, R.F. Outcault (1913), rivestì i panni di Buster Brown, popolare personaggio del fumetto creato da Richard Felton Outcault. Tra i suoi partner sullo schermo, va annoverato Wallace Beery a inizio carriera, con il quale girò diversi film.

## Filmografia
- The Error of Omission - cortometraggio (1912)
- Odd Knotts - cortometraggio (1913)
- Finnegan - cortometraggio (1913)
- The Tale of a Clock - cortometraggio (1913)
- The Pathway of Years - cortometraggio (1913)
- The Scratch - cortometraggio (1913)
- The Capture, regia di E. Mason Hopper - cortometraggio (1913)
- The Deacon's Dilemma - cortometraggio (1913)
- The Same Old Story - cortometraggio (1913)
- Buster Brown, Tige and Their Creator, R.F. Outcault - cortometraggio (1913)
- The Star - cortometraggio (1913)
- Cinderella's Gloves - cortometraggio (1913)
- The Drummer's Umbrella - cortometraggio (1913)
- Good Night, Nurse - cortometraggio (1913)
- What Cupid Did - cortometraggio (1913)
- Mr. Dippy Dipped - cortometraggio (1913)
- Day by Day - cortometraggio (1913)
- Cupid and Three - cortometraggio (1913)
- A Quarter Back
- The Usual Way - cortometraggio (1913)
- Dollars, Pounds, Sense - cortometraggio (1913)
- Kitty's Knight, regia di Wallace Beery - cortometraggio (1913)
- Hello, Trouble - cortometraggio (1913)
- The Real Miss Loveleigh - cortometraggio (1914)
- One-to-Three - cortometraggio (1914)
- The Girl, the Cop, the Burglar - cortometraggio (1914)
- Luck in Odd Numbers - cortometraggio (1914)
- The Wedding of Prudence - cortometraggio (1914)
- The Bargain Hunters - cortometraggio (1914)
- Making Him Over -- For Minnie - cortometraggio (1914)
- Actor Finney's Finish, regia di E. Mason Hopper - cortometraggio (1914)
- Blood Will Tell, regia di E.H. Calvert - cortometraggio (1914)
- Beans - cortometraggio (1914)
- This Is the Life - cortometraggio (1914)
- The Seventh Prelude - cortometraggio (1914)
- Love and Soda, regia di E. Mason Hopper - cortometraggio (1914)
- When Knights Were Bold - cortometraggio (1914)
- Golf Champion 'Chick' Evans Links with Sweedie - cortometraggio (1914)
- Ain't It the Truth? - cortometraggio (1915)
- Curiosity - cortometraggio (1915)
- The Pipe Dream - cortometraggio (1915)
- All in a Day
- The Lucky One - cortometraggio (1917)